# IS Halmia
Maillots
Dernière mise à jour : 20 décembre 2011.
Le IS Halmia est un club suédois de football basé à Halmstad.
Le club passe 11 saisons en 1re division suédoise.

## Historique
- 1907 : fondation du club
- 1932 à 1934 : Division 1
- 1943 à 1950 : Division 1
- 1963 : Division 1
- 1979 : Division 1

## Anciens joueurs
- Dan Ekner
- Kurt Svensson
- Matthías Hallgrímsson